# Između Teksasa i pakla
Između Teksasa i pakla je 2. sveska strip serijala Dedvud Dik objavljena u Srbiji u #27. obnovljene edicije Zlatne serije koju je pokrenuo Veseli četvrtak. Sveska je izašla 11. februara 2021. god. i koštala 350 dinara (3,45 $; 2,96 €). Imala je 119 stranica. Sveska zapravo sadrži 3. i 4. epizodu serijala (od ukupno sedam). Treća epizoda je od strane 5-64, a četvrta od strane 65-124.

## Originalne epizode
Originalno, ove dve epizode objavljene su premijerno u Italiji u izdanju Bonelija. Epizoda #3 objavljena pod nazivom Fra il Texas e l'inferno objavljena je 6.9.2018, dok je ep. #4 Il piomo el a carne objavljena 9.10..2018. Obe epizode nacrtao je Paskale Frisenda, a scenario napisao Mauricio Kolombo. Naslovnu stranu je nacrtao Corrado Mastantuono. Svaka sveska koštala je 3,5 €. 

## Kratak sadržaj
Dedvud Dik nailazi na grupu indijanaca koji siluju belu ženu. Ubija indijance, spašava je i odvodi u gradski bordel. Mesec dana kasnije nailazi na ranjenog starijeg crnca, kojeg progoni grupa belih kauboja. Dik odlučuje da ga odbrani, ubija većinu progonotelja, istovremneo se prisećajui se iskustva iz vojske kada belom zapovedniku zbog divljaštva pucao u glavu.

## Karakter glavnog junaka
Dik je potpuno drugačiji junak u odnosu na tipične bonelijevske junake. Zapravo, pre bi se moglo reći da je anti-junak. Iako je crnac koji jedva spašava živu glavu od ličnovanja, on se -- iako bi se to očekivalo od tipičnog bonelijevskog strip junaka -- ne bori protiv rasizma koa oblika nepravde. Prihvata ga kao datu činjenicu i na kraju napušta vojsku, tražeći novu zaštitu. Iako Dik ne zauzima eksplicitan stav o rasizmu, krvav sukob američke vojne jedinice koju čine samo crnci sa Apači indijancima u kome se belci uopšte ne pojavljuju indirektno govori o tome koje etničke grupe su tokom američke istorije prošli najgore.

## Premijerno objavljivanje u Itaiji
Ceo serijal od sedam epizoda premijerno je objavljen u Italiji za Bonelija u toku 2018-2019. u okviru edicije „Audace“ s na znakom Contenuti Espliciti (eksplicitni sadržaj).

## Društvena reakcija u Srbiji
Prethodni broj Zlatne serije (#21) u kome se ovaj strip junak pojavio prvi put izašao je u maju 2020, utrenutku velikih rasnih nemira u Sjedinjenim državama nastalih kao posleidica ubistva Džordža Flojda. Jedan broj čitalaca je počeo žestoko da napada redakciju Veselog četvrtka preko društvenih mreža za objavljivanja ovakvog stripa u ovom trenutku, zamerajući joj što ne objavljuje stripove o stradanjima Srba.

## Izdanja u drugim zemljama regiona
U Hrvatskoj je Dedvud Dik počeo da se objavljuje u prvoj polovinu 2019. u izdanju Libelusa.

## Prethodna i naredna sveska
Prethodna sveska ZS sadržala je epizodu Zagora pod nazivom Kandraks! (#26), dok je naredna sadržala epizodu Zagora pod nazivom Sindrom Belzebul (#28).